# Steve Gibb
Stephen Thadius Crompton Gibb (ur. 1 grudnia 1973 w Londynie) – brytyjski muzyk, kompozytor i wokalista, instrumentalista. Syn Barry'ego Gibba wokalisty zespołu Bee Gees. Steve Gibb znany jest przede wszystkim z występów w zespole Crowbar, którego był członkiem w latach 2004-2009. W grupie grał na gitarze oraz pełnił funkcję wokalisty wspierającego. Wcześniej był gitarzystą i wokalistą w krótkotrwałym rockowym projekcie 58, z udziałem m.in. basisty Mötley Crüe - Nikki'ego Sixx'a. Z kolei w latach 2000-2001 był basistą w zespole Zakka Wylde'a - Black Label Society. W latach 90. grał także w zespołach The Underbellys i SkilletHead.
Żonaty, ma dwoje dzieci. Mieszka wraz z rodziną w Miami Beach w stanie Floryda w Stanach Zjednoczonych.